# Kenan Thompson
Kenan Stacy Thompson
([ˈkiːnən]; Atlanta, 10 de maio de 1978) é um comediante, dublador, músico, compositor, produtor, roteirista e ator de televisão e cinema americano. Integrou o elenco do programa All That, da Nickelodeon, junto com o amigo Kel Mitchell, com quem mais tarde estrelou o seriado Kenan & Kel, ficando mundialmente conhecido por interpretar o personagem Kenan Rockmore. Desde 2003, Kenan faz parte do elenco do Saturday Night Live, sendo o membro  do elenco mais antigo na história do programa, desde Darrell Hammond.
Ele também é conhecido por seus papéis em filmes, como a franquia The Mighty Ducks, Good Burger, e o personagem-título em Fat Albert, além de diversos trabalhos de voz na música e na dublagem.
Ele foi indicado três vezes ao Emmy do Primetime por seu trabalho no SNL  e está classificado em 88ª posição nas 100 Maiores Estrelas Adolescentes do VH1.

## Biografia
Thompson nasceu em Atlanta, Geórgia, filho de Fletcher e Elizabeth Ann Thompson. Ele tem dois irmãos, um irmão mais velho e uma irmã mais nova. Ele começou a atuar aos 15 anos, aparecendo na peça escolar The Gingerbread Duck. Ele fez o teste para a companhia de teatro The Youth Ensemble of Atlanta (YEA). Um de seus primeiros papéis foi como repórter de entretenimento do "Real News for Kids" da CNN.

## Carreira
Sua primeira aparição em filmes aos 16 anos. Na TV, iniciou All That na Nickelodeon em 1994-1999. No mesmo canal, co-protoganizou no programa juntamente com Kel Mitchell, em Kenan e Kel, durante 1996-2000. Em 2001 seu primeiro fã clube foi fundado. Thompson também foi apresentador da segunda temporada de pacotes de desenhos animados da Nickelodeon: Oh Yeah! Cartoons.
Kenan estrelou diversos filmes, incluindo: Good Burger (1997), baseado nos quadros de All That; e Fat Albert (2004), em que interpreta o personagem principal. Também tem papéis coadjuvantes nos filmes: Serpentes a Bordo (2006), Love Don't Cost a Thing (2003), Barbershop 2: Back in Business (2004), Heavyweights (1995), D2: The Mighty Ducks (1994), D3: The Mighty Ducks (1996) e Stan Helsing (2009).

## Saturday Night Live
Em 2003, depois que Dean Edwards e Tracy Morgan saíram do elenco regular de Saturday Night Live, Kenan e Finesse Mitchel se juntaram ao elenco, como "atores apresentados". Na temporada 2005-2006, Mitchel e Thompson se tornaram membros regulares do elenco (sendo substituídos como atores apresentados por: Bill Hader, Andy Samberg, e, mais tarde, Kristen Wiig).
Kenan foi o primeiro membro do SNLa nascer após o início da série.
Em 2013, ele se recusou a continuar interpretando mulheres negras no programa e exigiu que a SNL contratasse atrizes negras.
Thompson é membro do elenco do SNL há 16 temporadas, quebrando o recorde de membro mais antigo do elenco na história do programa, antes defendido por Darrell Hammond, que esteve no programa por 14 temporadas. Thompson se tornou o membro mais graduado do elenco na segunda metade da temporada 2013-14, após a saída de Seth Meyers. Ele também é o membro afro-americano mais antigo do elenco, superando Tim Meadows, que permaneceu no programa por dez temporadas, e também é o segundo mais antigo membro atual do elenco depois de Leslie Jones (nascida em 1967).

## Vida pessoal
Thompson se casou com a modelo Christina Evangeline em 11 de novembro de 2011. Juntos, eles têm duas filhas, Georgia Marie (nascida em junho de 2014), e Gianna Michelle (nascida em 2 de agosto de 2018). Em 7 de abril de 2022, foi anunciado que os dois estavam separados há mais de um ano.
Em dezembro de 2023, Thompson lançou um livro de memórias intitulado When I Was Your Age.
No início de 2024, Thompson foi diagnosticado com DRGE.

## Filmografia

### Filmes
| Ano  | Título                                 | Papel                         | Notas |
| ---- | -------------------------------------- | ----------------------------- | ----- |
| 1994 | D2: The Mighty Ducks                   | Russ Tyler                    |       |
| 1995 | Heavyweights                           | Roy                           |       |
| 1996 | D3: The Mighty Ducks                   | Russ Tyler                    |       |
| 1997 | Good Burger                            | Dexter Reed                   |       |
| 2000 | The Adventures of Rocky and Bullwinkle | Lewis                         |       |
| 2002 | Big Fat Liar                           | Convidado da festa            |       |
| 2002 | The Master of Disguise                 | Kenan                         |       |
| 2003 | Love Don't Cost a Thing                | Walter Colley                 |       |
| 2003 | My Boss's Daughter                     | Hans                          |       |
| 2004 | Barbershop 2: Back in Business         | Kenard                        |       |
| 2004 | Fat Albert                             | Alberto Gordo / Grande Albert |       |
| 2006 | Snakes on a Plane                      | Troy                          |       |
| 2008 | Space Chimps                           | Ringmaster                    | voz   |
| 2008 | Wieners                                | Wyatt                         |       |
| 2009 | Stan Helsing                           | Teddy                         |       |
| 2011 | The Smurfs                             | Smurf Fominha                 | voz   |
| 2012 | The Magic of Belle Isle                | Henry                         |       |
| 2013 | The Smurfs 2                           | Smurf Fominha                 | voz   |
| 2014 | They Came Together                     | Teddy                         |       |
| 2014 | The Opposite Sex                       | Mitch                         |       |
| 2016 | Rock Dog                               | Riff                          | voz   |
| 2016 | Brother Nature                         | Miesha                        |       |
| 2017 | Going in Style                         | Keith                         |       |
| 2018 | The Grinch                             | Bricklebaum                   | Voz   |
| 2019 | Wonder Park                            | Gus                           | Voz   |
| 2020 | Trolls World Tour                      | Tiny Diamond                  | Voz   |
| 2020 | Hubie Halloween                        | Oficial Blake                 |       |
| 2021 | Home Sweet Home Alone                  |                               |       |
|      | Clifford the Big Red Dog               | Veterinário                   |       |
|      | Spinning Gold                          | Berry Gordy                   |       |

### Televisão
| Ano                       | Título                                 | Papel                        | Notas                                                |
| ------------------------- | -------------------------------------- | ---------------------------- | ---------------------------------------------------- |
| 1994–99; 2002; 2005; 2019 | All That                               | Vários                       | Produtor executivo (temporada 11)                    |
| 1996–98                   | The Steve Harvey Show                  | Junior                       | 4 episódios                                          |
| 1996–2000                 | Kenan & Kel                            | Kenan Rockmore               |                                                      |
| 1997                      | Sister, Sister                         | Trevor                       | Episódio: "Inherit the Twin"                         |
| 1998                      | Sabrina, the Teenage Witch             | Ele mesmo                    | Episódio: "Sabrina's Choice"                         |
| 1999                      | The Amanda Show                        | Himself                      | Episódio: "Episódio 1"                               |
| 1999                      | Cousin Skeeter                         | Kenan Rockmore               | Episódios: "Hoo, I'm Wild Wild West" (Partes 1 & 2)  |
| 2000                      | The Parkers                            | Damon                        | Episódio: "Trading Places"                           |
| 2001                      | Felicity                               | DeForrest Ingram             | 4 episódios                                          |
| 2002                      | Off Centre                             | MC French                    | 2 episódios                                          |
| 2003                      | Clifford the Big Red Dog               | Hambúrguer                   | Episódio: "Food for Thought/Friends Forever"         |
| 2003–presente             | Saturday Night Live                    | Vários                       |                                                      |
| 2005, 2018                | Wild 'N Out                            | Ele mesmo                    | Episódios: "Kenan Thompson" "All That Takeover"      |
| 2006                      | Rugrats                                | Mirror                       | Episódio: "Tales from the Crib: Snow White"          |
| 2007                      | Crank Yankers                          | Mark Thomas                  | Episódio: "4.1"                                      |
| 2008                      | Mighty B!                              | Rocky Rhodes                 | 3 episódios                                          |
| 2009                      | Psych                                  | Joon                         | Episódio: "High Top Fade-Out"                        |
| 2009                      | Sit Down, Shut Up                      | Sue Sezno                    | 13 episódios                                         |
| 2011                      | iCarly                                 | Ele mesmo                    | Crossover: "iParty with Victorious"                  |
| 2011                      | Victorious                             | Ele mesmo                    | Crossover: "iParty with Victorious"                  |
| 2011                      | The '90s Are All That                  | Apresentador                 |                                                      |
| 2013                      | Martha Speaks                          | Stanley                      | Episódio: "Stanley Saves The Day/Milo Goes For Gold" |
| 2013–15                   | The Awesomes                           | Austin "Impresario" Sullivan | voz                                                  |
| 2015                      | The Tonight Show Starring Jimmy Fallon | Lester Oakes                 | Episódio: "James Spader/Andrew Rannells/Brian Regan  |
| 2015–2017                 | Nature Cat                             | Ronald                       | voz                                                  |
| 2016                      | Maya & Marty                           | Vários                       |                                                      |
| 2016, 2019                | Unbreakable Kimmy Schmidt              | Roland                       | 2 episódios                                          |
| 2017-19                   | Match Game                             | Ele mesmo/Painelista         | 4 episódios                                          |
| 2018                      | Double Dare                            | Ele mesmo                    | Participante; episódio: "Team Kel vs. Team Kenan"    |
| 2018                      | Studio C                               | Ele mesmo, vários            | [ 9 ]                                                |
| 2019                      | The Masked Singer                      | Jurado                       | 1 episódio                                           |
| 2019                      | Scooby-Doo and Guess Who?              | Ele mesmo                    |                                                      |
| 2019                      | Bring the Funny                        | Jurado                       |                                                      |

### Álbuns
| Ano  | Título     | Notas            |
| ---- | ---------- | ---------------- |
| 2004 | Good Times | Álbum de comédia |